# Shungo Tamashiro
Shungo Tamashiro (玉城 峻吾 Tamashiro Shungo?), född 25 april 1991 i Tokyo prefektur, är en japansk fotbollsspelare.
Tamashiro började sin karriär 2015 i Zweigen Kanazawa. 2017 flyttade han till FC Imabari.